# شانگهای ایرلاینز

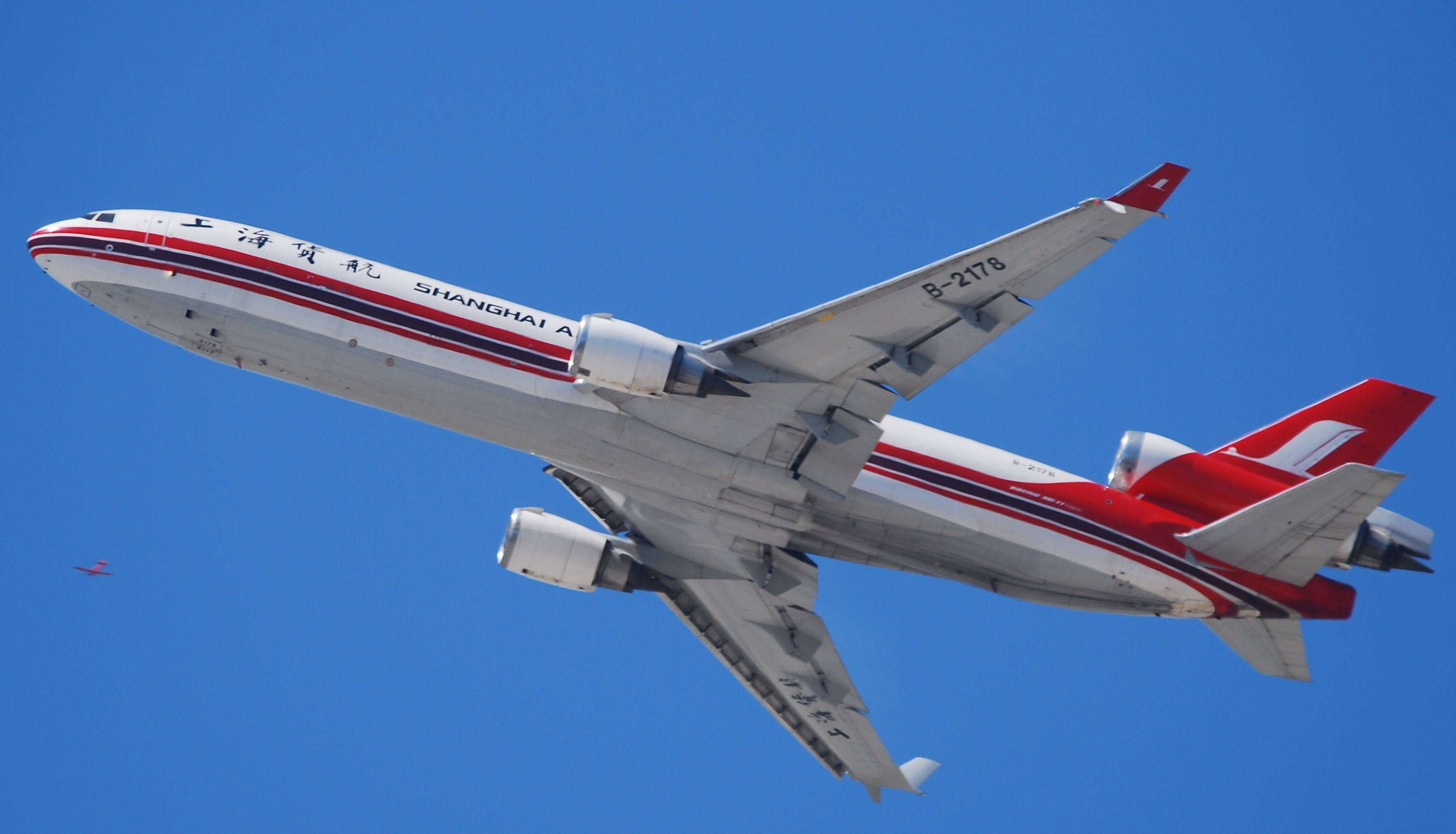
هواپیمای مک‌دانل داگلاس ام‌دی-۱۱ متعلق به شانگهای ایرلاینز

شانگهای ایرلاینز (به انگلیسی: Shanghai Airlines) شرکت هواپیمایی چینی است، که به‌عنوان شرکت تابعهای از شرکت هواپیمایی شرقی چین فعالیت می‌کند.
شرکت هواپیمایی شانگهای در سال ۱۹۸۵ راه‌اندازی شد و در حال‌حاضر روزانه به ۱۴۰ مقصد داخلی و بین‌المللی، پروازهای مستقیم دارد. دفتر مرکزی این شرکت در شهر شانگهای، جمهوری خلق چین قرار دارد و فرودگاه بین‌المللی شانگهای پودنگ و فرودگاه بین‌المللی شانگهای هنگقیو، قطب‌های این شرکت هواپیمایی به‌شمار می‌آیند. شرکت شانگهای ایرلاینز در حال حاضر در ناوگان هوایی خود، دارای ۷۳ فروند هواپیمای جت مسافربری می‌باشد.